# 49.ª edición de los Premios Grammy
La 49.ª edición de los Premios Grammy se celebró el 11 de febrero de 2007 en el Staples Center de Los Ángeles, en reconocimiento a los logros discográficos alcanzados por los artistas musicales durante el año anterior. Así como ocurrió frecuentemente desde 2003, la ceremonia no tuvo anfitrión. El evento fue televisado en directo en Estados Unidos por CBS. Dixie Chicks fueron las grandes triunfadoras obteniendo un total de cinco galardones.

## Actuaciones y presentadores
Actuaciones
| Artistas                                  | Canciones                                              |
| ----------------------------------------- | ------------------------------------------------------ |
| The Police                                | "Roxanne"                                              |
| Mary J. Blige                             | "Be Without You" Stay With Me"                         |
| Dixie Chicks                              | "Not Ready to Make Nice"                               |
| Justin Timberlake                         | "What Goes Around... Comes Around"                     |
| Beyoncé                                   | "Listen"                                               |
| Smokey Robinson Chris Brown Lionel Richie | Tributo a artistas masculinos de R&B                   |
| Christina Aguilera                        | Tributo a James Brown "It's a Man's Man's Man's World" |
| Ludacris Mary J. Blige Earth, Wind & Fire | "Runaway Love"                                         |
| James Blunt                               | "You're Beautiful"                                     |
| Gnarls Barkley                            | "Crazy"                                                |
| John Legend John Mayer Corinne Bailey Rae | "Coming Home" "Gravity" Like A Star"                   |
| Red Hot Chili Peppers                     | "Snow ((Hey Oh))"                                      |
| Shakira Wyclef Jean                       | "Hips Don't Lie"                                       |
| Justin Timberlake Robyn Troup T.I.        | "Ain't No Sunshine" My Love"                           |
| Carrie Underwood Rascal Flatts            | Tributo a Bob Wills & Don Henley                       |
| Carrie Underwood                          | "Desperado"                                            |

La interpretación de Roxanne por The Police al inicio del evento sirvió para promocionar su gira de reunión. 
Presentadores
La siguiente lista de presentadores está organizada por orden alfabético:
- Burt Bacharach
- Joan Baez
- Natasha Bedingfield
- Tony Bennett
- Black Eyed Peas
- Lewis Black
- Natalie Cole
- Ornette Coleman
- Common
- Nelly Furtado
- Al Gore
- Alyson Hannigan
- Don Henley
- Terrence Howard
- Jennifer Hudson
- Samuel L. Jackson
- Scarlett Johanson
- Reba McEntire
- Mandy Moore
- Pink
- Queen Latifah
- Rihanna
- LeAnn Rimes
- Chris Rock
- Nicole Scherzinger
- Seal
- Cobie Smulders
- David Spade
- Quentin Tarantino
- Kanye West
- Luke Wilson
- Stevie Wonder

## Ganadores y nominados

### Generales
- Grabación del año
  - 'Dixie Chicks' por "Not Ready To Make Nice"

- Corinne Bailey Rae por "Put Your Records On"
- Gnarls Barkley por "Crazy"
- Mary J. Blige por "Be Without You"
- James Blunt por "You're Beautiful"

- Álbum del año
  - 'Dixie Chicks' por Taking The Long Way

- Gnarls Barkley por St. Elsewhere
- John Mayer por Continuum
- Red Hot Chili Peppers por Stadium Arcadium
- Justin Timberlake por FutureSex/LoveSounds

- Canción del año
  - 'Dixie Chicks' por "Not Ready To Make Nice"

- Mary J. Blige por "Be Without You"
- Carrie Underwood por "Jesus, Take the Wheel"
- Corinne Bailey Rae por "Put Your Records On"
- James Blunt por "You're Beautiful"

- Mejor artista novel
  - Carrie Underwood

- Corinne Bailey Rae
- James Blunt
- Chris Brown
- Imogen Heap

### Alternativa
- Mejor álbum de música alternativa
  - Gnarls Barkley por St. Elsewhere

### Blues
- Mejor álbum de blues tradicional
  - Ike Turner por Risin' with the Blues
- Mejor álbum de blues contemporáneo
  - Irma Thomas por After the Rain

### Clásica
- Mejor interpretación de orquestal
  - Andreas Neubronner (productor), Michael Tilson Thomas (director) & San Francisco Symphony Orchestra por Mahler: Sinfonía n.º 7
- Mejor interpretación solista vocal clásica
  - Lorraine Hunt Lieberson (solista) & Peter Serkin (pianista) por Rilke Songs
- Mejor grabación de ópera
  - Valérie Gross & Sid McLauchlan (productores); Robert Spano (director); Kelley O'Connor, Jessica Rivera & Dawn Upshaw; Atlanta Symphony Orchestra & Women Chorus por Golijov: Ainadamar: Fountain Of Tears
- Mejor interpretación coral
  - Paul Hillier (director) & Estonian Philharmonic Chamber Choir por Pärt: Da Pacem
- Mejor interpretación clásica, solista instrumental (con orquesta)
  - John McLaughlin Williams (director), Angelin Chang & Cleveland Chamber Symphony por Messiaen: Oiseaux exotiques (Exotic Birds)
- Mejor interpretación clásica, solista instrumental (sin orquesta)
  - Maurizio Pollini por Chopin: Nocturnes
- Mejor interpretación de conjunto musical pequeño o música de cámara
  - Peter Rutenberg (director) & Los Angeles Chamber Singers' Cappella por Padilla: Sun Of Justice
- Mejor interpretación de música de cámara
  - Emerson String Quartet por Intimate Voices
- Mejor composición clásica contemporánea
  - Osvaldo Golijov (compositor), Valérie Gross & Sid McLauchlan (productores); Robert Spano (director); Kelley O'Connor, Jessica Rivera & Dawn Upshaw; Atlanta Symphony Orchestra & Women Chorus por Golijov: Ainadamar: Fountain Of Tears
- Mejor álbum de música clásica
  - Andreas Neubronner (productor), Michael Tilson Thomas (director) & San Francisco Symphony Orchestra por Mahler: Sinfonía n.º 7
- Mejor álbum crossover de música clásica
  - Bryn Terfel, London Voices & London Symphony Orchestra por Simple Gifts

### Composición y arreglos
- Mejor composición instrumental
  - John Williams (compositor) por "A Prayer For Peace" de Munich
- Mejor arreglo instrumental
  - Chick Corea (arreglista) por "Three Ghouls"
- Mejor arreglo instrumental acompañado de vocalista
  - Jorge Calandrelli (arreglista); Tony Bennett & Stevie Wonder (intérpretes) por "For Once In My Life"

### Composición para medio visual
- Mejor recopilación de banda sonora para película, televisión u otro medio visual
  - T Bone Burnett (productor), Joaquin Phoenix & otros intérpretes por Walk the Line
- Mejor composición instrumental escrita para una película, televisión u otro medio visual
  - John Williams (compositor) por Memoirs of a Geisha
- Mejor canción escrita para una película, televisión u otro medio visual
  - Randy Newman (compositor), James Taylor (intérprete) por "Our Town" de Cars

### Country
- Mejor interpretación vocal country, femenina
  - Carrie Underwood por "Jesus, Take the Wheel"
- Mejor interpretación vocal country, masculina
  - Vince Gill por "The Reason Why"
- Mejor interpretación country, dúo o grupo
  - Dixie Chicks por "Not Ready To Make Nice"
- Mejor colaboración vocal country
  - Bon Jovi & Jennifer Nettles por "Who Says You Can't Go Home"
- Mejor interpretación instrumental country
  - Bryan Sutton & Doc Watson por "Whiskey Before Breakfast"
- Mejor canción country
  - Brett James, Hillary Lindsey & Gordie Sampson (compositores); Carrie Underwood (intérprete) por "Jesus, Take the Wheel"
- Mejor álbum de música country
  - Dixie Chicks por Taking The Long Way
- Mejor álbum de bluegrass
  - Ricky Skaggs & Kentucky Thunder por Instrumentals

### Dance
- Mejor grabación dance
  - Nate (Danja) Hills, Timbaland & Justin Timberlake (productores); Jimmy Douglass (mezclador); Justin Timberlake (intérprete) por "SexyBack"
- Mejor álbum de dance/electrónica
  - Madonna por Confessions on a Dance Floor

### Espectáculo musical
- Mejor álbum de espectáculo musical
  - Bob Gaudio (productor y compositor), Bob Crewe (letrista) & el reparto original de Broadway con Christian Hoff, Daniel Reichard, J. Robert Spencer, John Lloyd Young & otros por Jersey Boys

### Folk
- Mejor álbum de folk tradicional
  - Bruce Springsteen por We Shall Overcome: The Seeger Sessions
- Mejor álbum de folk contemporáneo
  - Bob Dylan por Modern Times
- Mejor álbum de música nativo americana
  - Mary Youngblood por Dance with the Wind
- Mejor álbum de folk hawaiano
  - Daniel Ho, George Kahumoku junior, Paul Konwiser & Wayne Wong (productores) por Legends Of Hawaiian Slack Key Guitar – Live From Maui

### Góspel
- Mejor interpretación góspel
  - Yolanda Adams por "Victory"
- Mejor canción góspel
  - Kirk Franklin (compositor e intérprete) por "Imagine Me"
- Mejor álbum góspel pop/contemporáneo
  - Third Day por Wherever You Are
- Mejor álbum góspel rock
  - Jonny Lang por Turn Around
- Mejor álbum góspel sureño, country o bluegrass
  - Randy Travis por Glory Train
- Mejor álbum góspel soul tradicional
  - Israel & New Breed por Alive In South Africa
- Mejor álbum góspel soul contemporáneo
  - Kirk Franklin por Hero

### Hablado
- Mejor álbum hablado
  - Jimmy Carter por Our Endangered Values: America's Moral Crisis
  - Ossie Davis & Ruby Dee por With Ossie And Ruby: In This Life Together
- Mejor álbum de comedia
  - Lewis Black por The Carnegie Hall Performance

### Histórico
- Mejor álbum histórico
  - Meagan Hennessey, Richard Martin (productores), Tim Brooks, David Giovannoni, Richard Martin (masterización) por Lost Sounds: Blacks And The Birth Of The Recording Industry 1891–1922

### Infantil
- Mejor álbum musical para niños
  - Dan Zanes & friends por Catch That Train!
- Mejor álbum hablado para niños
  - Bill Harley por Blah Blah Blah: Stories About Clams, Swamp Monsters, Pirates & Dogs

### Jazz
- Mejor solista de jazz instrumental
  - Michael Brecker por "Some Skunk Funk"
- Mejor álbum de jazz instrumental, individual o grupo
  - Chick Corea por The Ultimate Adventure
- Mejor álbum de jazz, conjunto grande
  - Randy Brecker con Michael Brecker, Jim Beard, Will Lee, Peter Erskine, Marcio Doctor & Vince Mendoza (directores), The WDR Big Band Köln por "Some Skunk Funk"
- Mejor álbum de jazz vocal
  - Nancy Wilson por Turned To Blue
- Mejor álbum de jazz contemporáneo
  - Béla Fleck and the Flecktones por The Hidden Land
- Mejor álbum de jazz latino
  - The Brian Lynch/Eddie Palmieri Project por Simpático

### Latina
- Mejor interpretación pop latino
  - 'Ricardo Arjona' por "Adentro"
  - 'Julieta Venegas' por "Limón y sal"

- Obie Bermúdez por "Lo que trajo el barco"
- Fulano por "Individual"
- Marco Antonio Solís por "Trozos de mi alma 2"

- Mejor interpretación rock latino/alternativo
  - Maná por "Amar es combatir"

- Black Guayaba por "Lo demás es plástico"
- Tego Calderón por "The Underdog / El subestimado"
- Calle 13 por "Calle 13"
- Los Amigos Invisibles por "Superpop Venezuela"

- Mejor interpretación latina tropical tradicional
  - 'Gilberto Santa Rosa' por "Directo al corazón"

- Oscar D'León por "Fuzionando"
- Andy Montañez por "Salsatón: Salsa con reggaetón"
- Tito Nieves por "Hoy, mañana y siempre"
- Tiempo Libre por "What You've Been Waiting For – Lo que esperabas"

- Mejor interpretación mexicano-americana
  - 'Pepe Aguilar' por "Historias de mi tierra"

- Ana Bárbara por "No es brujería"
- Mariachi Sol de México de José Hernández por "25 Aniversario"
- Pablo Montero por "A toda ley"
- Alicia Villarreal por "Orgullo de mujer"

- Mejor álbum tejano
  - 'Chente Barrera y Taconazo' por "Sigue el Taconazo"

- Jimmy Edward por "It's ... All Right"
- Bob Gallarza por "Live In Session"
- Jay Pérez por "All Of Me"
- Rebecca Valadez por "Rebecca Valadez"

- Mejor álbum norteño
  - 'Los Tigres del Norte' por "Historias que contar"

- Conjunto Primavera por "Algo de mí"
- Huracanes del Norte por "Puro pa' arriba"
- Pesado por "Piénsame un momento"
- Retoño por "Prefiero la soledad"

- Mejor álbum de banda
  - 'Joan Sebastian' por "Más allá del sol"

- Banda Machos por "20 vil heridas"
- Banda El Recodo de Cruz Lizárraga por "Más fuerte que nunca"
- Cuisillos por "Amor gitano"
- Ezequiel Peña por "A mucha honra"

### New age
- Mejor álbum de new age
  - Enya por Amarantine